# Autoroute A62 (France)
Pour les articles homonymes, voir A62.
L’autoroute A62, qui relie Bordeaux à Toulouse, forme avec l'A61, qui relie Toulouse à Narbonne, l'autoroute des Deux Mers (océan Atlantique-mer Méditerranée). Payante sur la quasi-totalité de son parcours, sauf de la rocade de Bordeaux (A630) à la sortie La Brède, elle est exploitée par la société des Autoroutes du Sud de la France (ASF). Dans le réseau ASF, l'A62 fait partie de la zone ouest.
Elle est à 2 × 2 voies de Bordeaux à Montauban et à 2 × 3 voies de Montauban à Toulouse, section qui supporte le trafic lié à l'A20 (Vierzon-Montauban).

## Parcours

### Informations pratiques
Radio Vinci Autoroutes (107.7FM) fonctionne sur l'A62 secteur ASF. 
L'A62 coûte 22,20 € sur la totalité de son parcours, entre Saint-Selve et Toulouse, soit un peu moins de 0,11 € le km (prix au 1er janvier 2025).
Depuis le 1er janvier 2018, le tronçon entre Saint-Jory et Toulouse Nord est limité à 110 km/h.
Depuis fin 2022 un nouvel échangeur Agen-ouest sortie 6.1 a été mis en service, assurant une meilleure répartition du trafic local et régional.

### Sorties
Section non-concédée gérée par la DIR Atlantique et gratuite.
- Échangeur entre Rocade de Bordeaux (A630) et A62 : 
  - Rocade intérieure : Bassin d'Arcachon, Bayonne (A63),  Mérignac, Villenave-d'Ornon
  - Rocade extérieure : Paris, (A10), Lyon (A89), Bordeaux, Bègles,  Saint-Jean
  -   Limitation à 130 km/h.
- 1 Saint-Médard-d'Eyrans à 6 km : Cadaujac, Martillac, Saint-Médard-d'Eyrans, Léognan, Technopole Bordeaux Montesquieu
- 1.1 La Brède à 10 km : Tarbes, Pau, Agen, Langon par RD, La Brède

Section concédée à ASF et payante (sauf le périphérique de Toulouse).
- Péage de Saint-Selve
  -  Aire de service des Terres de Graves (dans les deux sens)
- 2 Podensac à 26 km : Podensac, Cadillac
- 3 Langon à 37 km : Tarbes, Pau, Mont-de-Marsan, Bazas, Langon, Sauternes
- Échangeur entre A62 et A65 : Pau, Mont-de-Marsan, Saragosse, Tarbes (A64) (situé à l'emplacement de l'ancienne aire de repos d'Auros)
  -  Aire de repos de Bazadais (dans les deux sens) (ancienne aire de service)
- 4 La Réole à 55 km : Libourne, La Réole

Passage du département de la Gironde à celui de la Lot-et-Garonne
- Aire de repos de Cocumont (dans les deux sens)
- 5 Marmande à 72 km : Bergerac, Tonneins, Casteljaloux, Marmande
  -  Aire de service Mas-d'Agenais (dans les deux sens) (ancienne aire de repos)
  -  Aire de repos de Queyran (dans les deux sens) (ancienne aire de service)
- 6 Aiguillon à 93 km : Villeneuve-sur-Lot, Mont-de-Marsan, Nérac, Tonneins, Casteljaloux, Damazan, Aiguillon
  -  Aire de repos Buzet-sur-Baïse (dans les deux sens)
  -  Aire de repos Bruch (dans les deux sens)
  -  Aire de service Agen Porte d'Aquitaine (dans les deux sens)
- 6.1 Agen - ouest à 119 km : Agen, Périgueux, Nérac, Parc de Loisirs - Centre Aquatique,  Gare T.G.V
  -  Aire de repos Estillac (sens  Toulouse-Bordeaux)
- 7 Agen - centre à 124 km : Villeneuve-sur-Lot, Fumel, Auch, Agen, Condom, Nérac, Lectoure, Le Passage d'Agen
  -  Aire de repos Moirax (sens  Bordeaux-Toulouse)
  -  Aire de repos Layrac (dans les deux sens)

Passage du département du Lot-et-Garonne à celui du du Tarn-et-Garonne.
 Passage de la région Nouvelle-Aquitaine à celui l'Occitanie .
- Aire de repos Dunes (dans les deux sens)
- 8 Valence-d'Agen à 149 km : Cahors, Lectoure, Valence d'Agen, Auvillar (plus beau village de France).
  -  Aire de service de la Garonne (dans les deux sens)
- 9 Castelsarrasin à 169 km : Castelsarrasin, Moissac
  -  Aires de repos Escatalens (sens  Bordeaux-Toulouse),  Forêt de Saint-Porquier (sens Toulouse-Bordeaux)
  -  Aires de repos Forêt de Montech (sens  Bordeaux-Toulouse),  Lacourt-Saint-Pierre (sens Toulouse-Bordeaux)
- (projet)[2] 10 Montauban - ouest : Montauban, Montech, Lacourt-Saint-Pierre, Bressols
- Échangeur entre A62 et A20 ( 10 Montauban) à 193 km : Paris, Orléans, Vierzon, Limoges, Montauban 
  -  2 × 3 voies
  -  Aires de repos Naudy (sens  Bordeaux-Toulouse),  Campsas (sens Toulouse-Bordeaux)

Passage du département de Tarn-et-Garonne à celui de la Haute-Garonne.
- Aire de service du Frontonnais (dans les deux sens)
- 10.1 Eurocentre à 213 km : Grenade, Z. I. Saint-Jory - nord, Villeneuve-lès-Bouloc
- 11 Saint-Jory à 219 km : Fronton, Fenouillet, Saint-Alban, Saint-Jory
  -  Limitation à 110 km/h.
- Péage de Toulouse-Nord
- Échangeur entre A620 (Périphérique Intérieur) et A62 : Tarbes, Lourdes (A64),  Blagnac, Toulouse - centre, Auch

Début de la partie appartenant au Périphérique de Toulouse.
- Limitation à 90 km/h.
- 12 Les Izards à 227 km : Toulouse, Agen, Montauban par RD, Aucamville, Villemur, Castelginest (demi-échangeur)
- 13 Borderouge 229 km : Toulouse, Launaguet (Ouvert depuis le 23/12/2016)[3]
- 14 Croix-Daurade à 230 km : Albi par RD, L'Union, Toulouse - Bonnefoy
- Échangeur entre A68, A61 et A62  à 231 km : 
  - A68 : Castres, Albi, Lavaur
  - A61 : Foix (A66), Montpellier, Barcelone, Toulouse - sud, La Rosaire

Fin de l'autoroute A62 et continue sur l'A61

## Géographie

### Régions et départements traversés
- Nouvelle-Aquitaine : Gironde, Lot-et-Garonne
- Occitanie : Tarn-et-Garonne, Haute-Garonne

### Relief et secteurs sensibles
- 8 Valence-d'Agen à 149 km : nombreuses pentes dangereuses pour PL et caravanes.

### Lieux touristiques
- Bordeaux
- vignoble de l'Entre-deux-mers
- Langon
- Château de Buzet-sur-Baïse (visible depuis l'autoroute)
- vignoble de Buzet
- Walygator Sud-Ouest
- Auvillar, l'un des « plus beaux villages de France »
- Castelsarrasin
- Moissac, avec l'église Saint-Pierre et son cloître, classé au patrimoine mondial de l'Unesco
- Montauban
- vignoble de Fronton
- Toulouse
- Bassin de la Garonne

## L'A62 dans la culture
- 2018 : chanson Champignon par le groupe Astaffort Mods[réf. nécessaire].